# Smiths Grove
Smiths Grove est une localité américaine située dans le comté de Warren, au Kentucky. Dans son centre-ville se trouve le district historique de Smiths Grove, un district historique inscrit au Registre national des lieux historiques depuis le 18 décembre 1979.